# Кампос-дель-Параїсо
Кампос-дель-Параїсо (ісп. Campos del Paraíso) — муніципалітет в Іспанії, у складі автономної спільноти Кастилія-Ла-Манча, у провінції Куенка. Населення — 964 особи (2010).
Муніципалітет розташований на відстані близько 90 км на південний схід від Мадрида, 50 км на захід від Куенки.
На території муніципалітету розташовані такі населені пункти: (дані про населення за 2010 рік)
- Карраскоса-дель-Кампо: 656 осіб
- Лоранка-дель-Кампо: 105 осіб
- Ольмеділья-дель-Кампо: 53 особи
- Вальпараїсо-де-Абахо: 122 особи
- Вальпараїсо-де-Арріба: 28 осіб

## Демографія
Динаміка населення (INE ):